# Torsten Hammarén

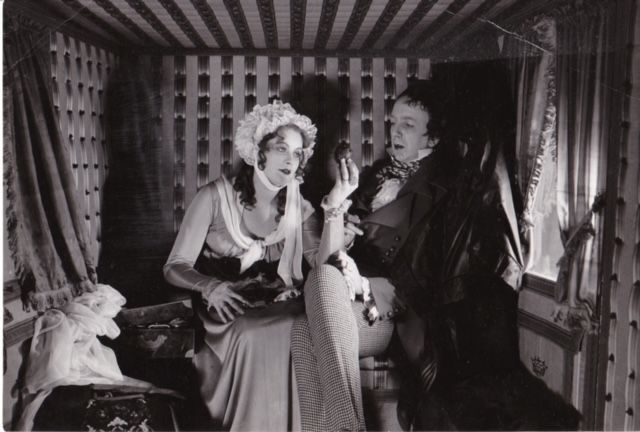
Greta Garbo och Torsten Hammarén, Gösta Berlings saga, regi Mauritz Stiller.

Carl Torsten Hammarén, född 7 maj 1884 i Stockholm, död 24 februari 1962 i Göteborg, var en svensk teaterchef, regissör och skådespelare.

## Biografi
Torsten Hammarén var son till grosshandlaren i Stockholm Carl Johan Emil Hammarén och Alfhild Anna Mathilda Hammarén, född Stjernbergh. Han var från 24 december 1911 gift med skådespelaren Anna Joelsson. De fick tre barn: Per-Thorsten, Carl-Erik och Carl Hammarén. Torsten Hammarén avlade studentexamen 1904 och studerade därefter för Signe Hebbe och Hedvig Winterhjelm. Åren 1907–1908 var han anställd vid Dramatiska teatern, 1908–1910 i landsorten samt 1910–1912 vid Intima teatern.
Hammarén var verksam både som karaktärsskådespelare och farsaktör vid Svenska teatern i Stockholm 1912–1922. Han blev därpå chef för Helsingborgs stadsteater 1923–1926, vidare chef för Lorensbergsteatern i Göteborg 1926–1934, varpå han blev Göteborgs stadsteaters chef från att teatern invigdes 1934 fram till 1950. Som teaterchef var Hammarén också verksam som regissör och skådespelare. Efter att han vid sin pension 1950 avgått som chef var han fortsatt anställd som regissör vid Göteborgs stadsteater till 1954.   
Hammarén fick motta Kung Haakon VII av Norges frihetskors 1946 för framstående insatser (civila) för Norges sak under kriget. Senare den 4 juni 1948 mottog han även Göteborgs stads förtjänsttecken.
Hammaréns chefskap var den upplyste despotens. "Han var en ömsint tyrann som värnade om demokratin på alla ställen utom teatern." (Erland Josephson). Med skärpa och avväpnande kvicka repliker värjde han sig mot all inblandning i konstnärliga frågor. "Det är för djävligt med skådespelare. När de supit på sig ett ansikte, tappar de minnet" är ett av de mest citerade av hans många drastiska yttranden om skådespelarkåren och teaterns värld. Hans som regissör omvittnat metodiska och synnerligen utförliga personinstruktion kom att forma Ingmar Bergman, som i självbiografin Laterna Magica beskriver honom "som den fadersfigur jag saknat sedan Gud övergivit mig".      
Hammaréns repertoarval under 1930- och 1940-talen präglades av en ideologiskt medveten, tydligt antifascistisk hållning. Många menar att Göteborgs stadsteater var den ledande teatern i landet under andra världskriget. Utöver den vid tiden djärva politisk hållningen visade teatern också vakenhet för experimenterande strömningar inom dramatiken. Som den första teatern i landet öppnade Göteborgs stadsteater 1937 en studioscen för den mer intima och experimentella dramatiken.       
Som filmskådespelare märks Hammaréns insatser i Mauritz Stillers filmer Erotikon och Gösta Berlings saga. I den senare spelar han rollen som greve Henrik Dohna mot Greta Garbo.
Torsten Hammarén har porträtterats av målaren Gustaf Carlström och skulptören Sten Teodorsson. Porträtten finns att se på Göteborgs stadsteater.

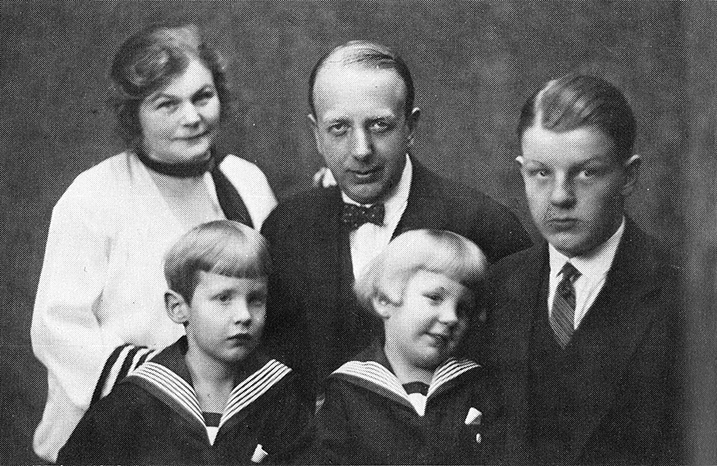
Familjen Hammarén julen 1927: Anna, Torsten och Per-Thorsten. Framför dem Carl-Erik och Carl.

## Filmografi

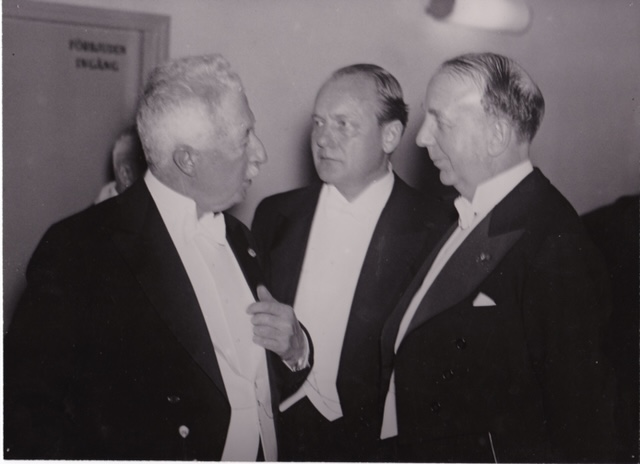
Torsten Hammarén, till höger, i samspråk med Prins Eugen till vänster, Göteborgs stadsteater 1944. I mitten landshövding Malte Jacobsson.

- 1919 – Hemsöborna
- 1920 – Erotikon
- 1924 – Gösta Berlings saga
- 1931 – En kvinnas morgondag

- 1946 – Sveriges port mot väster

## Teater

### Roller (ej komplett)
| År   | Roll                              | Produktion                                                            | Regi                      | Teater                                  |
| ---- | --------------------------------- | --------------------------------------------------------------------- | ------------------------- | --------------------------------------- |
| 1909 | titelrollen                       | Lars Gathenhielm C.R.A. Fredberg                                      |                           | Stora Teatern, Göteborg                 |
| 1909 | titelrollen                       | Mäster Olof August Strindberg                                         |                           | Nya teatern, Göteborg                   |
| 1909 | Corsikan                          | Jorden runt på 80 dagar Jules Verne                                   |                           | Nya teatern, Göteborg                   |
| 1909 | Bengt Lagman                      | Bröllopet på Ulfåsa Frans Hedberg                                     |                           | Nya teatern, Göteborg                   |
| 1909 | Axel v. Rambon                    | Livet på landet Fritz Reuter                                          |                           | Nya teatern, Göteborg                   |
| 1910 | Cornelius Griffin                 | Niobe                                                                 |                           | Nya teatern, Göteborg                   |
| 1910 | Farbrodern                        | Den objudna gästen Maurice Maeterlinck                                |                           | Intima Teatern                          |
| 1911 | Anton Schack, fil. doktor         | Äkta makar Peter Egge                                                 | Mauritz Stiller           | Lilla teatern                           |
| 1911 | Professor Frank                   | Näckens dotter Joseph Dachs                                           |                           | Lilla teatern                           |
| 1911 | Seato, poliskommissarie           | Försvarsadvokaten Ferenc Molnár                                       | Mauritz Stiller           | Lilla teatern                           |
| 1911 | Nikita, dräng                     | Mörkrets makt Leo Tolstoj                                             | Mauritz Stiller           | Lilla teatern                           |
| 1912 | Baronen                           | Miss Williams from New York Gustav Wied och Jens Petersen             | Mauritz Stiller           | Lilla teatern                           |
| 1912 | Sonen                             | Leka med elden August Strindberg                                      |                           | Lilla teatern                           |
| 1912 | Bieman, redaktör                  | Hockenjos staty Jakob Wassermann                                      | Mauritz Stiller           | Lilla teatern                           |
| 1912 | Otto Giselius, universitetsrektor | Zoologi Ludwig Thoma                                                  | Mauritz Stiller           | Lilla teatern                           |
| 1913 |                                   | Halvblod Algot Sandberg                                               |                           | Svenska teatern, Stockholm              |
| 1914 | Du Chatel                         | Jungfrun av Orléans Friedrich Schiller                                |                           | Svenska teatern, Stockholm              |
| 1915 | Vagnmakaren Riksheraldikern       | Lycko-Pers resa August Strindberg                                     | Gunnar Klintberg          | Svenska teatern, Stockholm              |
| 1916 | Lutz                              | Gamla Heidelberg (Alt-Heidelberg) Wilhelm Meyer-Förster               |                           | Svenska teatern, Stockholm              |
| 1917 | Mosolf                            | Pärlhalsbandet Lothar Schmidt                                         | Gunnar Klintberg          | Vasateatern Gästspel av Svenska teatern |
| 1917 |                                   | Kring drottningen Brita von Horn                                      | Gunnar Klintberg          | Svenska teatern, Stockholm              |
| 1919 | Åklagaren                         | Rödakorssystern Gustaf Collijn                                        |                           | Svenska teatern, Stockholm              |
| 1919 | Detektiven                        | Kungen Emmanuel Arène, Gaston Arman de Caillavet och Robert de Flers  | Gunnar Klintberg          | Svenska teatern                         |
| 1919 | Greve Montague                    | Romeo och Julia (The Tragedy of Romeo and Juliet) William Shakespeare | Gunnar Klintberg          | Svenska teatern, Stockholm              |
| 1921 |                                   | Äkta makar Peter Egge                                                 | Torsten Hammarén          | Svenska teatern, Stockholm              |
| 1923 | Anton Schack                      | Äkta makar Peter Egge                                                 | Torsten Hammarén          | Helsingborgs stadsteater                |

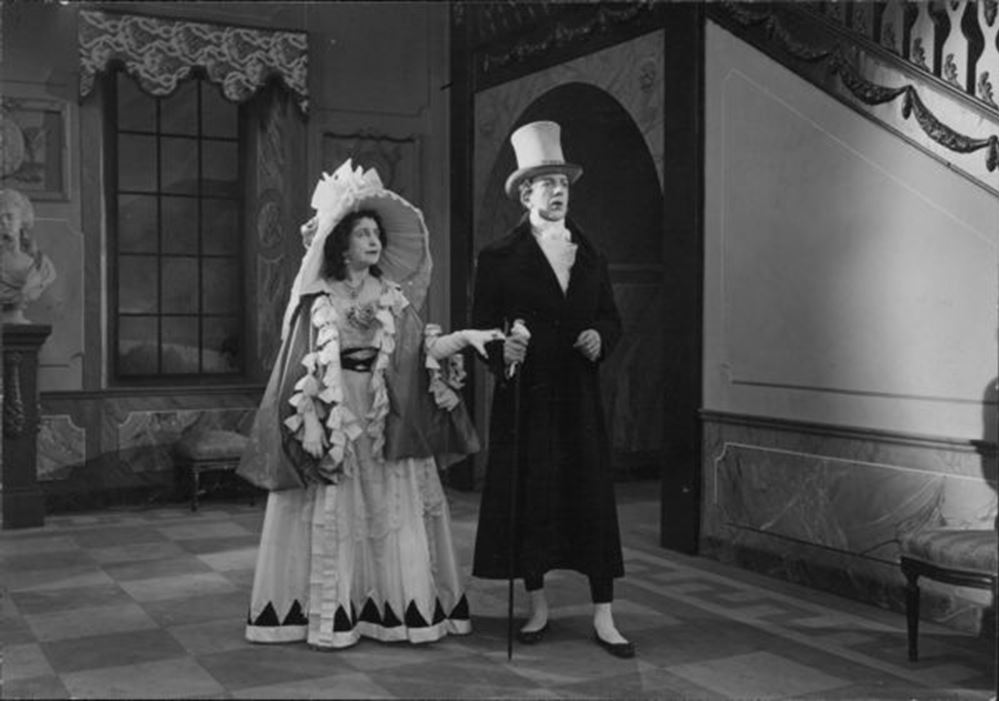
Torsten Hammarén (t.h.) och Ellen Hartman i Gösta Berlings saga (1924).

| 1923 | Professor Otto Giselius           | Zoologi Ludwig Thoma                                                  | Torsten Hammarén          | Helsingborgs stadsteater                |
| 1923 | Ivar Ellmén                       | Högt spel Ernst Didring                                               | Gerda Lundequist-Dalström | Helsingborgs stadsteater                |
| 1923 | Baron von Lindencrona             | Moral Ludwig Thoma                                                    | Torsten Hammarén          | Helsingborgs stadsteater                |
| 1923 | Mat Burke                         | Anna Christie Eugene O'Neill                                          | Gerda Lundequist-Dalström | Helsingborgs stadsteater                |
| 1923 | Skomakare Fingalsen               | Det lyckliga valet Nils Kjær                                          | Torsten Hammarén          | Helsingborgs stadsteater                |
| 1924 | Gingleux                          | Hjärter är trumf Felix Gandera                                        | Torsten Hammarén          | Helsingborgs stadsteater                |
| 1924 | Robert                            | Disciplin Einar Fröberg                                               | Torsten Hammarén          | Helsingborgs stadsteater                |
| 1924 | Csato                             | Försvarsadvokaten Ferenc Molnár                                       | Torsten Hammarén          | Helsingborgs stadsteater                |
| 1924 | Lorel                             | Vännen Lorel Adrien Vély och H. R. Girardet                           | Torsten Hammarén          | Helsingborgs stadsteater                |
| 1924 | Herodes                           | Salome Oscar Wilde                                                    | Torsten Hammarén          | Helsingborgs stadsteater                |
| 1925 | Fil. D:r Aronius                  | Dagens hjälte Carlo Keil-Möller                                       | Torsten Hammarén          | Helsingborgs stadsteater                |
| 1925 | Teiresias                         | Antigone Sofokles                                                     | Gerda Lundequist-Dalström | Helsingborgs stadsteater                |
| 1925 | Bobby Brown                       | Vår lilla fru Avery Hopwood                                           | Torsten Hammarén          | Helsingborgs stadsteater                |
| 1925 | Klas af Leijonstam                | Kära släkten Gustav Esmann                                            | Gerda Lundequist-Dalström | Helsingborgs stadsteater                |
| 1925 | Fabian Rembov                     | Lite ljuga... Sven Åkerberg                                           | Helge Wahlgren            | Helsingborgs stadsteater                |
| 1925 | Professor Tygesen                 | Geografi och kärlek Bjørnstjerne Bjørnson                             | Helge Wahlgren            | Helsingborgs stadsteater                |
| 1926 | Greve Svante Puke                 | Nationalmonumentet Tor Hedberg                                        | Helge Wahlgren            | Helsingborgs stadsteater                |
| 1926 | Direktören                        | Sex roller söka en författare Luigi Pirandello                        |                           | Lorensbergsteatern                      |
| 1926 | Brotonneau                        | Mormonen på hörnet Robert de Flers och G.A. de Caillavet              |                           | Lorensbergsteatern                      |
| 1926 | Professor Tygesen                 | Geografi och kärlek Björnstjerne Björnson                             |                           | Lorensbergsteatern                      |
| 1927 | Alexander                         | Näktergalen i Wittenberg August Strindberg                            |                           | Lorensbergsteatern                      |
| 1927 | Thornton Gray                     | Societet Somerset Maughaun                                            |                           | Lorensbergsteatern                      |
| 1927 | Hartvig Hadeln                    | Kärlekens tragedi Gunnar Heiberg                                      |                           | Lorensbergsteatern                      |
| 1927 | Tsar Paul                         | Patrioten Alfred Neumann                                              |                           | Lorensbergsteatern                      |
| 1928 | Earlen av Loam                    | Jämlikhet och broderskap J.M. Barrie                                  |                           | Lorensbergsteatern                      |
| 1928 | Gubben Boman                      | Han som fick leva om sitt liv Pär Lagerkvist                          |                           | Lorensbergsteatern                      |
| 1929 | Osborne                           | Männen vid fronten R.C. Sherriff                                      |                           | Lorensbergsteatern                      |
| 1931 | Herr Hilding Markurell            | Markurells i Wadköping Hjalmar Bergman                                |                           | Lorensbergsteatern                      |
| 1931 | Teaterdirektören                  | Talias barn Tor Hedberg                                               |                           | Lorensbergsteatern                      |
| 1931 | Wilhelm Voigt                     | Köpenick-kaptenen Carl Zuckmayer                                      |                           | Lorensbergsteatern                      |
| 1932 | Lucien Galvoisier                 | Fröken Jacques Deval                                                  |                           | Lorensbergsteatern                      |
| 1933 | Geheimerådet Matthias Clausen     | Före solnedgången Gerhardt Hauptmann                                  |                           | Lorensbergsteatern                      |
| 1933 | Anton                             | Den lilla butiken Ladislaus Bus-Fekete                                |                           | Lorensbergsteatern                      |
| 1934 | Kung Henrik IX                    | En hederlig man Sigfrid Siwertz                                       |                           | Göteborgs stadsteater                   |
| 1935 | Nat Miller                        | Ljuva ungdomstid Eugen O'Neill                                        |                           | Göteborgs stadsteater                   |
| 1937 | Roger Hilton                      | Också en dag Dodie Smith                                              |                           | Göteborgs stadsteater                   |
| 1937 | Rugin                             | Människor Paul Raynal                                                 |                           | Göteborgs stadsteater                   |
| 1938 | Titus Jaywood                     | Älskling, jag ger mig Mark Reed                                       |                           | Göteborgs stadsteater                   |
| 1939 | Charles Randolph                  | Guldbröllop Dodie Smith                                               |                           | Göteborgs stadsteater                   |

### Regi (ej komplett)
| År   | Produktion                            | Upphovsmän                                                   | Teater                                   |
| ---- | ------------------------------------- | ------------------------------------------------------------ | ---------------------------------------- |
| 1921 | Äkta makar Kjærlighet og vennskap     | Peter Egge Översättning Nalle Halldén                        | Svenska teatern, Stockholm               |
| 1923 | Äkta makar Kjærlighet og vennskap     | Peter Egge                                                   | Helsingborgs stadsteater                 |
| 1923 | Zoologi Lottchens Geburtstag          | Ludwig Thoma                                                 | Helsingborgs stadsteater                 |
| 1923 | Moral                                 | Ludwig Thoma Översättning Herman A. Ring                     | Helsingborgs stadsteater                 |
| 1923 | Det lyckliga valet Det lykkelige valg | Nils Kjær Översättning August Brunius                        | Helsingborgs stadsteater                 |
| 1924 | Din nästas fästmö Just Married        | Adelaide Matthews och Anne Nichols Översättning Ernst Eklund | Helsingborgs stadsteater                 |
| 1924 | Hjärter är trumf Atout.. coeur        | Felix Gandera Översättning Sven Nyblom                       | Helsingborgs stadsteater                 |
| 1924 | Disciplin                             | Einar Fröberg                                                | Helsingborgs stadsteater                 |
| 1924 | Försvarsadvokaten A doktor úr         | Ferenc Molnár                                                | Helsingborgs stadsteater                 |
| 1924 | Vännen Lorel Le vieil ami             | Adrien Vély och H. R. Girardet Översättning Gustaf Linden    | Helsingborgs stadsteater                 |
| 1924 | Salome                                | Oscar Wilde Översättning Edvard Alkman                       | Helsingborgs stadsteater                 |
| 1924 | Till främmande hamn Outward Bound     | Sutton Vane Översättning Carlo Keil-Möller                   | Helsingborgs stadsteater                 |
| 1925 | Dagens hjälte                         | Carlo Keil-Möller                                            | Helsingborgs stadsteater                 |
| 1925 | Vår lilla fru Our Little Wife         | Avery Hopwood Översättning Oscar Byström                     | Helsingborgs stadsteater                 |
| 1926 | Liliom                                | Ferenc Molnár Översättning Gustaf Linden                     | Helsingborgs stadsteater                 |
| 1934 | Stormen                               | William Shakespeare                                          | Göteborgs stadsteater, 29 september 1934 |
| 1942 | Arsenik och gamla spetsar             | Joseph Kesselring                                            | Göteborgs stadsteater, 1942              |
| 1943 | Peer Gynt                             | Henrik Ibsen                                                 | Göteborgs stadsteater, 9 januari 1943    |
| 1943 | Månen har gått ner                    | John Steinbeck                                               | Göteborgs stadsteater, 1943              |
| 1949 | Lunchrasten                           | Herbert Grevenius                                            | Göteborgs stadsteater, 12 november 1949  |
| 1950 | Kärlek                                | Kaj Munk                                                     | Göteborgs stadsteater, 24 november 1950  |
| 1952 | Rosmersholm                           | Henrik Ibsen                                                 | Göteborgs stadsteater, 9 februari 1952   |
| 1953 | Frun från havet                       | Henrik Ibsen                                                 | Göteborgs stadsteater, 26 november 1953  |
| 1955 | När dagen vänder                      | Paul Claudel                                                 | Göteborgs stadsteater, 1955              |